# Nibe (parochie)
Nibe is een parochie van de Deense Volkskerk in de Deense gemeente Aalborg. De parochie maakt deel uit van het bisdom Aalborg en telt 3442 kerkleden op een bevolking van 3733 (2004).
Als stad maakte Nibe oorspronkelijk geen deel uit van een herred. In latere opsommingen wordt de parochie vermeld bij de herred Hornum. In 1970 werd de parochie opgenomen in de nieuw gevormde gemeente Nibe. Nibe ging in 2007 op in de vergrote gemeente Aalborg.

Bislev · Dall · Ejdrup · Ellidshøj · Farstrup · Ferslev · Frejlev · Godthåb · Lundby · Nibe · Nørholm · Sebber · Sønderholm · Store Ajstrup · Svenstrup · Vokslev · Volsted